# Seznam avstrijskih filmskih režiserjev
Seznam avstrijskih filmskih režiserjev.

## A
- Barbara Albert
- Franz Antel (1913-2007)

## B
- Walter Bannet
- Dieter Barner
- Rudolf Bernauer
- Geza von Bolvary
- Günter Brus
- Alf Brustellin (1940-81)
- Hans Karl Breslauer

## C
- Axel Corti (francosko-avstrijski?)
- Géza von Cziffra
- Paul Czinner (avstr.-nem.-brit. madž.rodu)

## D
- (Josef Dabernig)
- Elfi von Dassanowsky
- Rudi Dolezal
- Andrea Maria Dusl

## E
- Fritz Eckhardt
- E.W. Emo (Emerich Josef Wojtek)

## F
- Sara Fattahi
- Severin Fiala
- Wolfgang Fischer (1970)
- brata Fleischer (animatorja; jud.-avstr.-amer.)
- Jacob Fleck
- Luise Fleck (1873–1950)
- Florian Flicker (1965-2014)
- Willi Forst (avstr.-nem.)
- Veronika Franz & Severin Fiala

## G
- Nikolaus Geyrhalter
- Michael Glawogger (1959-2014)
- Adrian Goiginger
- Franz Josef Gottlieb
- Helmut Grasser (scenarist, producent)
- Karl Grüne (avstr.-nem.)
- Martin Gschlacht ?

## H
- Josef Hader
- Heinz Hanus
- Karl Hartl
- Hayek?
- Michael Haneke
- Heinz Hanus
- Jessica Hausner
- Fritz Hock
- Peter Ily Huemer

## K
- Walter Kolm-Veltée (1910-1999)
- Alexander Kolowrat
- Alexander Korda
- (Olga Kosanović)
- Käthe Kratz
- Elsa Kremser
- Kurt Kren
- Marie Kreutzer
- Peter Kubelka
- Christoph Kuschnig

## I
- Manfred Inger

## K
- Mihaly Kertesz (Michael Curtiz) (madž.-avstr.-amer.)
- Georg C. Klaren
- Louis Kolm ?

## L
- Robert Land (Liebmann) (avstr.-češ.)
- Fritz Lang
- Ernst J. Lauscher
- Nikolaus Leytner
- Leopold Lintberg (avstrijsko-švicarski)

## M
- Ruth Mader (*1974)
- Hubert Marischka
- Ernst Marischka
- Joe May (Joseph Otto Mandel)
- Sebastian Meise
- Kurt Meisel
- Johanna Moder
- Andrina Mračnikar
- Katharina Mückstein
- Wolfgang Murnberger

## N
- Max Neufeld (avstrijsko-nemško-francosko-itlijanski)
- Franz Novotny

## O
- Richard Oswald (avstrijsko-nemški)

## P
- Georg Wilhelm Pabst
- Peter Patzak
- Wolfram Paulus
- Otmar Penker
- Levin Peter (nem.-avstr.?)
- Norbert Pfaffenbichler
- Sasha Pirker
- Otto Preminger (avstrijsko-ameriški)
- Andreas Prochaska

## R
- Thomas Reider
- Harald Reinl
- Walter Reisch (avstr.-ameriški)
- Ruth Rieser
- Stefan Ruzowitzky

## S
- Leontine Sagan (Schlesinger) (avstr.-brit.-juž.afr.)
- Anja Salomonowitz
- Hubert Sauper
- Markus Schleinzer
- Hans Schneeberger (1895-1970) (avstrijsko-nem. snemalec)
- Lotte Schreiber
- Hanns Schwarz
- Ulrich Seidl
- Harald Sicheritz (švedsko-avstrijski)
- Götz Spielmann
- Lukas Stepanik
- Josef von Sternberg (avstrijsko-ameriški)
- Erich von Stroheim (avstrijsko-ameriški)
- Michael Sturminger
- Antonin Swoboda

## T
- Wilhelm Thiele (avstrijsko-ameriški scenarist)
- Heinz Trenczak
- Luis Trenker (Južni Tirolec)

## U
- Gustav Ucicky (avstrijsko-nemški)

## V
- Berthold Viertel (scenarist)
- Nikolas Vogel (režiser/snemalec)

## W
- Peter Weibel (1944-2023)
- Hans Weingartner
- Virgil Widrich
- Bernhard Wicki
- Robert Wiene
- Billy Wilder (1906-2002) (avstrijsko-ameriški)

## Z
- Edwin Zbonek
- Peter Zeitlinger (snemalec)
- Fred Zinnemann (1907-1997) (avstrijsko-angleški)